# Tripitaka Koreana
Die Tripitaka Koreana ist ein in Goryeo erstellter buddhistischer Kanon, der in 6000 Bänden mit 81.258 Holzdruckstöcken gedruckt wurde, die noch heute vollständig erhalten sind. Auf Grund der Stückzahl der Druckstöcke wird sie in Korea für gewöhnlich Achtzigtausend Tripitaka (팔만대장경 [pʰalmandɛʝaŋk'jəŋ]) genannt. Die Herstellung aller Holzdruckstöcke dauerte 16 Jahre (1236–1251).
Diese Druckstöcke sind die zweite koreanische Version aus dem 13. Jahrhundert, nachdem die Mongolen kurz zuvor die erste vernichtet hatten. Sie wurden im Blockdruckverfahren herausgegeben. Obwohl in Korea der Druck mit beweglichen Lettern im 12. Jahrhundert erfunden wurde, galten Druckblöcke als weniger empfindlich.
Sie gelten als eine der ältesten noch existierenden buddhistischen Schriften. Die Aufzeichnung des buddhistischen Kanons stammt aus der Goryeo-Zeit (935–1392 n. Chr.). Diese Druckstöcke werden in Janggyeong Panjeon aufbewahrt, einem Gebäudekomplex, der 1488 zu Beginn der Joseon-Zeit (1392–1910) im Haeinsa-Tempel errichtet wurde. Die Aufbewahrungshalle ist mit einem Belüftungssystem versehen, so dass alle Holzdruckplatten unbeschädigt geblieben sind. Die Tripitaka Koreana wurde 1962 zum Nationalschatz Nummer 32 erklärt und steht seit 1995 auf der UNESCO-Liste des Welterbes.

## Daten auf einen Blick
- 81.258 Druckplatten
- Herstellungsdauer: 16 Jahre (1236–1251)
- Material: Holz aus Kirschbaum, Birnbaum
- Maß im Schnitt: Länge: 68–78 cm
Breite: 24 cm
Dicke: 2,8 cm
Gewicht: 3 – 3,5 kg
- Zeile/Spalte: 23 Z./ 13 Sp.
je auf einer Seite 322 Buchstaben

## Literatur

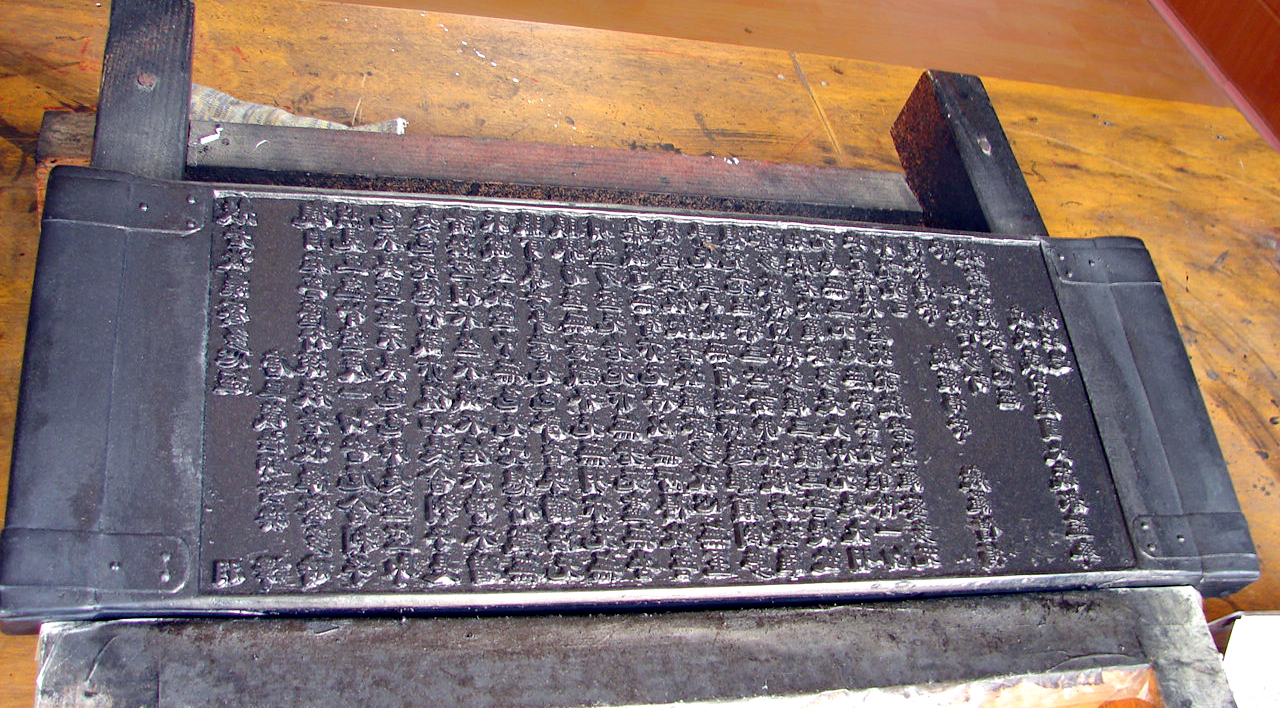
Kopie einer Tripitaka Koreana-Druckplatte, die es Besuchern erlaubt, eigenhändig einen Druck herzustellen